# Watercone
O Watercone é um cone transparente que usa a luz solar para limpar e purificar a água.

## Processo
O processo inicia quando a água dentro do watercone evapora e se condensa no cone.
Depois vira-se o cone ao contrário e deixa a água escorrer para um balde ou um compartimento.
O processo remove bactérias, produtos químicos e metais pesados.[carece de fontes?]
O watercone pode ser usado para a dessalinização da água, que pode ser aproveitado em populações costeiras. Este método pode ajudar a minimizar a falta de água potável no [futuro]].